# کریس مونتز
کریس مونتز (انگلیسی: Chris Montez؛ زادهٔ ۱۷ ژانویهٔ ۱۹۴۳) یک موسیقی‌دان اهل ایالات متحده آمریکا است.